# Gunung Krueng Baso
Gunung Krueng Baso är ett berg i Indonesien.   Det ligger i provinsen Aceh, i den västra delen av landet, 1 700 km nordväst om huvudstaden Jakarta. Toppen på Gunung Krueng Baso är 1 452 meter över havet, eller 200 meter över den omgivande terrängen. Bredden vid basen är 2,0 km.
Terrängen runt Gunung Krueng Baso är kuperad norrut, men söderut är den bergig.Runt Gunung Krueng Baso är det mycket glesbefolkat, med 6 invånare per kvadratkilometer. I omgivningarna runt Gunung Krueng Baso växer i huvudsak städsegrön lövskog.